# Der geheimnisvolle Graf
Der geheimnisvolle Graf ist ein Kinder- und Jugendroman von Johanna von Koczian. Er bildete gemeinsam mit der ersten Novelle Abenteuer in der Vollmondnacht die Grundlage für die Fernsehserie Unterwegs nach Atlantis.

## Inhalt
Mark, ein Junge aus dem 20. Jahrhundert, hat dem zwölfjährigen Rhon aus der Zukunft helfen können und beide unternahmen eine Reise in die Vergangenheit. Sie schworen sich Freundschaft und so erscheint Rhon eines Tages während der Sommerferien wieder bei Mark, um ihn zu besuchen. Er möchte ihn erneut auf eine Zeitreise in die Vergangenheit mitnehmen und ihn diesmal mit dem Grafen von St. Germain bekannt machen, einer mysteriösen Gestalt, die ebenfalls durch die Zeit reist und der man nachsagt, im Besitz des Lebenselixiers zu sein und Gold herstellen zu können.
Zuvor besuchen die beiden Freunde Jeanne d’Arc und geraten dabei fast in eine Schlägerei mit groben Bauernjungen, die das zarte Mädchen verfolgen. Anschließend reisen sie weiter in die Zukunft und erleben, wie Jeanne d’Arc nach Paris reitet, nun als stattlicher Ritter mit Gefolge, um sich mit dem König zu treffen. Sie entdecken einen Beutel mit Goldmünzen und können so den königlichen Hofnarren Jaco bestechen um sich Zutritt ins Schloss zu verschaffen.
Danach fliegen sie zum Sitz des Grafen von St. Germain. Der Graf präsentiert sich in guter Laune und verwandelt eine Brosche von Marks Mutter in echtes Gold. Kurz darauf fliegen sie nach Ägypten ins Zeitalter der Pharaonen, um Thutmosis, einen Freund des Grafen zu besuchen. Zum Zeitpunkt ihrer Ankunft weilt zudem die Königin Nofretete in der Stadt. Bei ihrer Ankunft, sind der Graf und die Jungen vor Ort, doch passiert Mark ein bedrohliches Missgeschick: Er verliert seine Kappe und sein hellblondes Haar kommt zum Vorschein. Die Königin lässt den Jungen vorführen und will ihn dem Grafen abkaufen. Nur das Lebenselixier des Grafen kann Mark retten und eine Rückkehr in die Gegenwart ermöglichen.

## Fortsetzung
Die Reihe der Abenteuer der beiden Jungen Mark und Rhon, wird durch das Buch Flucht von der Insel fortgesetzt und gleichzeitig abgeschlossen.